# Freerk Tjaberings
Freerk Tjaberings (Andijk, 13 februari 1919 - 5 februari 2001) was een Nederlandse burgemeester. Hij was lid van de PvdA.
Tjaberings was een zoon van de burgemeester Frederik Tjaberings en Lammegien de Boer. Na zijn gymnasiumopleiding in Groningen werd hij gemeenteambtenaar en werkte op de gemeentesecretarieën van Hoogkerk, Staphorst, Ruurlo, Wymbritseradeel en Warnsveld. In Hoogkerk en Wymbritseradeel was zijn vader er gelijktijdig burgemeester. In 1950 werd hij gemeentesecretaris van Baarderadeel. In augustus 1958 werd hij benoemd tot burgemeester van Muntendam en daarnaast was hij vanaf 1961 waarnemend burgemeester van Zuidbroek. In 1966 werd hij burgemeester van Krommenie en in 1971 van Hoorn. Tjaberings trouwde op 14 april 1944 met Klazien Bronsdijk. Hij overleed in februari 2001 op 81-jarige leeftijd. Tjaberings was Officier in de Orde van Oranje-Nassau.

## Verblifa
Tijdens zijn burgemeesterschap van Krommenie werd hij geconfronteerd met de sluiting van de vestiging van Verblifa aldaar. De werknemers vroegen hem in een petitie om de sluiting van het bedrijf tegen te gaan.